# Glyphis
Gli squali di fiume sono sei (due ancora da descrivere formalmente) specie molto rare di squalo che appartengono al genere Glyphis Agassiz, 1843. Sembra tuttavia che a causa delle loro abitudini molto schive, ulteriori specie possano essere ancora sconosciute.  Questi squali appartengono alla famiglia Carcharhinidae, e sono accomunati dal fatto che riescono a nuotare in acqua dolce. Questa caratteristica li accomuna allo squalo dello Zambesi (Carcharhinus leucas), che infatti viene a volte chiamato squalo di fiume o squalo del Gange, ma non va confuso con i membri del genere Glyphis.

## Aspetto
Caratteristiche peculiari dell'aspetto di queste specie sono un muso corto ed arrotondato (la lunghezza non supera l'ampiezza della bocca), la presenza di piccole e distanti narici e di piccoli occhi scuri. Hanno inoltre denti larghi e stretti uno all'altro. Si caratterizzano anche per dei solchi labiali molto piccoli agli angoli delle mascelle. Ultimi particolari che li distinguono sono un'ampia pinna dorsale più vicina alle pinne pettorali che a quelle pelviche ed una pinna anale con il margine posteriore fortemente inciso. Per il resto assomigliano molto agli altri Carcharhinidae, ma si differenziano da essi per le cuspidi della mascella inferiore che escono dalla bocca quando è chiusa, la seconda pinna dorsale che è grande da 1/2 a 3/5 della prima, dalla grande distanza tra pinna anale e seconda dorsale ed infine la fossetta precaudale è longitudinale anziché o forma crescente.

## Specie
Le ultime due specie non hanno ancora una descrizione sistematica.
- Glyphis gangeticus (Müller & Henle, 1839)
- Glyphis garricki Compagno, White & Last, 2008
- Glyphis glyphis (Müller & Henle, 1839)
- Glyphis siamensis (Steindachner, 1896)
- Glyphis bizantii (Freshwater Speartooth Shark or Bizant River Shark)
- Glyphis fowlerae (Borneo river shark)